# Karim Khan
Karim Asad Ahmad Khan, född 1970 i Edinburgh, är en brittisk advokat specialiserad på internationell straffrätt och lagstiftning kopplad till mänskliga rättigheter. Han har tjänstgjort för FN och valdes 12 februari 2021 till ny chefsåklagare vid Internationella brottmålsdomstolen (ICC) på ett nioårigt mandat från och med den 16 juni 2021.

## Biografi
Khan doktorerade inom juridik vid Oxforduniversitetet och fortsatte därefter som åklagare vid de allmänna domstolarna i Storbritannien. Från 1997 var han verksam som jurist vid åklagarkammaren vid Internationella tribunalen för krigsbrott begångna i forna Jugoslavien och från 1998 till 2000 som rådgivare vid åklagarkammaren för den Internationella Rwandatribunalen. Han var även ansvarig för den före detta presidenten av Liberia, Charles Taylors försvar i Specialdomstolen för krigsbrott begångna i Sierra Leone. Khan har även varit försvarsadvokat för flera av de som åtalats av för brott av Internationella brottmålsdomstolen (ICC). Bland andra Abdallah Banda, Bahar Garda och Saleh Jamus för misstänkta brott begångna under Darfurkonflikten, samt för Muammar al-Gaddafis son Saif al-Islam Khadaffi och för krigsbrottsåtalade Jean-Pierre Bemba. Hans arbete för FN har bland annat inneburit ansvar för utredningar av krigsbrott begångna av ISIL i Irak, inom ramen för det undersökande enheten UNITAD.
Den 12 februari 2021 valdes Khan till chefsåklagare vid ICC, den tredje i ordningen. Till skillnad från hans två företrädare som valdes genom konsensusbeslut, valdes han till posten genom dold omröstning. Khan fick 72 av de 123 medlemsnationernas röster, 10 fler än vad som krävdes. Valet föregicks av intensiv lobbying från Storbritanniens och Kenyas sida, medan ett antal östafrikanska människorättsorganisationer försökte förhindra valet av Khan, vars uttalanden under uppdragen som försvarsadvokat enligt dem var för kontroversiella.